# 施逢元
施逢元（1583年—？），字惟貞，號天虞，江西吉安府吉水縣人，明朝官員。

## 生平
嘉靖三十四年（1606年）丙午江西鄉試第四十名舉人，萬曆三十八年（1610年）庚戌科會試六十七名，第三甲第二十九名進士。兵部觀政，授浙江台州府臨海縣知縣，萬曆四十年（1612年）改徽州府學教授。

## 家族
曾祖施隆質，鄉飲賓；祖施子豹，鄉飲賓；父施永熾；母梁氏。重慶下。子士捷；士掄；士挺。